# Ивоновцы
Ивоновцы (укр. Івонівці) — село на Украине, находится в Тывровском районе Винницкой области.
Код КОАТУУ — 0524583203. Население по переписи 2001 года составляет 348 человек. Почтовый индекс — 23351. Телефонный код — 4355.
Занимает площадь 1,57 км².

## Адрес местного совета
23350, Винницкая область, Тывровский р-н, с. Жахновка, ул. Октябрьская, 20